# ABC (álbum)
ABC es el segundo álbum de estudio del grupo musical estadounidense The Jackson Five, publicado en mayo de 1970, a través de Motown Records. Cuenta con los populares sencillos número uno "ABC" y "The Love You Save". También contiene un cover de "I'll Bet You" de Funkadelic, "I Found That Girl" (la única canción donde Jermaine es vocalista), y "The Young Folks", originalmente grabada como una versión de Diana Ross del grupo The Supremes. Alcanzó su punto máximo en el número cuatro de la lista estadounidense Billboard Pop Albums, y en el número uno del listado Billboard Black Albums. Fue elegido el 98.º  mejor álbum de todos los tiempos según de VH1. Llegó a vender más de 5,1 millones de copias alrededor del mundo.

## Lista de canciones
| N.º | Título                                                         | Escritor(es)                 | Lead vocals                             | Duración |  |
| 1.  | «The Love You Save»                                            | The Corporation              | Michael, Jermaine                       | 3:02     |  |
| 2.  | «One More Chance»                                              | The Corporation              | Michael                                 | 2:56     |  |
| 3.  | «ABC»                                                          | The Corporation              | Michael, Jermaine, Jackie, Tito         | 2:55     |  |
| 4.  | «2-4-6-8»                                                      | Jones/Sawyer                 | Michael                                 | 2:55     |  |
| 5.  | «(Come 'Round Here) I'm the One You Need» (The Miracles cover) | Holland/Dozier/Holland       | Michael                                 | 2:38     |  |
| 6.  | «Don't Know Why I Love You» (Stevie Wonder cover)              | Hardaway/Hunter/Riser/Wonder | Michael                                 | 3:47     |  |
| 7.  | «Never Had a Dream Come True» (Stevie Wonder cover)            | Wonder/Moy/Cosby             | Michael, Jermaine                       | 2:58     |  |
| 8.  | «True Love Can Be Beautiful»                                   | Caston/Jackson/Taylor        | Michael                                 | 3:24     |  |
| 9.  | «La-La (Means I Love You)» (The Delfonics cover)               | Bell                         | Michael                                 | 3:26     |  |
| 10. | «I'll Bet You» (Funkadelic cover)                              | Clinton/Barnes/Lindsey       | Michael, Jermaine, Jackie, Tito, Marlon | 3:14     |  |
| 11. | «I Found That Girl»                                            | The Corporation              | Jermaine                                | 3:16     |  |
| 12. | «The Young Folks» (The Supremes cover)                         | Gordy/Story                  | Michael                                 | 2:47     |  |

## Posicionamiento

### Álbum
| Lista (1970)                          | Mejor posición |
| ------------------------------------- | -------------- |
| Australian Albums (Kent Music Report) | 14             |
| Canadian Albums (RPM)                 | 25             |
| Japanese Albums (Oricon)              | 85             |
| UK Albums (OCC)                       | 22             |
| US Billboard 200                      | 4              |

### Sencillos
| Año  | Sencillo            | Lista                 | Posición |
| ---- | ------------------- | --------------------- | -------- |
| 1970 | "ABC"               | Billboard Pop Singles | 1        |
| 1970 | "The Love You Save" | Billboard Pop Singles | 1        |
| 1970 | "The Young Folks"   | "N/A"                 | "N/A"    |